# Henry Raad Antón
Henry Raad Antón (Quito, 4 de agosto de 1941 - 7 de abril de 2020) fue un empresario, escritor y abogado ecuatoriano descendiente de libaneses que promovió ideas liberales y autonomistas en Ecuador.

## Biografía
Nació el 4 de agosto de 1941, en Quito, Ecuador. En 1959 se graduó de bachiller en el Colegio San Gabriel en Quito. Abogado por la Pontificia Universidad Católica del Ecuador. Vivió en Europa durante la década de los sesenta, recibiendo el influjo de la cultura de Mayo del 68. Contrajo matrimonio con Patrizia Puccini.
Con una beca estudió Derecho Administrativo en la Universidad Complutense de Madrid. Luego con otra beca estudió en Francia y escribió una tesis doctoral sobre Mecanismos y Estructura de la Unificación Europea 1966-1967, con el apoyo del Colegio de la Europa Nancy Francia. 
Desde la década de los setenta administró varias industrias y formó parte de la dirigencia empresarial de Guayaquil. Fue uno de los miembros fundadores de la Junta Cívica de Guayaquil. Desde la década de los ochenta, fue gerente y articulista de opinión en Diario El Telégrafo y articulista en Diario Expreso. Participó como concejal de Guayaquil en la alcaldía de León Febres Cordero. En las primeras décadas del siglo XXI, escribió varios libros.
Falleció a la edad de 79 años, la noche del 7 de abril de 2020.

## Obra literaria

### Teatro
- Nueva Semilla (1986). Esta obra fue estrenada en el teatro Candilejas de Guayaquil en 1986 y reestrenada con adaptaciones en el Teatro Centro de Arte en 1999.
- Señora Democracia (1987). Esta obra fue estrenada en la Fundación Cultural Ecuatoriano Libanesa Nicasio Safadi, bajo la dirección de Marina Salvarezza.

### No ficción
- Al desnudo (2002). Selección de artículos de opinión.
- ¿Valió la pena? (2010). Autobiografía y síntesis de sus ideas.

## Participación política
Henry Raad, fue elegido durante los comicios seccionales de 1996 como Concejal por el Partido Social Cristiano.

## Polémicas

### Autonomía
Henry Raad fue un fuerte crítico del centralismo político de Ecuador, que concentra muchas decisiones gubernamentales en la capital, Quito. Raad estima que la dinámica empresarial de Guayaquil se ve limitada por las demoras de la administración burocrática de la capital. Esta opinión le mereció críticas como "regionalista" de parte de defensores del statu quo en Quito.

### Caso Matricsa
Durante la década de los ochenta, en sus artículos de opinión en Diario El Telégrafo, Raad difundió el escándalo de la construcción del Terminal Terrestre de Guayaquil. Esta obra fue adjudicada a una compañía japonesa Fujita, que a su vez contrató materiales a la empresa Materiales Industriales SA, MATRICSA. Según la denuncia, debido a la mala calidad de los materiales, la segunda planta del Terminal Terrestre se desplomó antes de ser entregada la obra. En la compañía MATRICSA tenía intereses, el principal de Diario El Universo, Carlos Pérez. Este caso arribó a una sentencia en 1992. Años más adelante, Diario El Telégrafo, entonces ya de propiedad del gobierno, volvió a plantear la calidad de los materiales de construcción. Cuando el Terminal Terrestre estuvo en construcción, directivos del Diario El Universo instalaron un urinario público en la avenida principal de Guayaquil, con el nombre de Raad.